# Version 7.0: The Street Scriptures
Version 7.0: The Street Scriptures – piąty studyjny album amerykańskiego rapera Guru. Został wydany 10 maja, 2005 roku.

## Lista utworów
1. "No Time" – 3:12
2. "False Prophets" – 3:07
3. "Step in the Arena 2 (I'm Sayin’)" (featuring Doo Wop) – 2:35
4. "Don Status" (featuring Styles P) – 2:52
5. "Hood Dreamin" – 2:16
6. "Cave In" – 1:58
7. "Surviving the Game" – 2:33
8. "Hall of Fame" – 3:51
9. "Talk to Me" (featuring Jaguar Wright) – 4:11
10. "Too Dark See" – 3:09
11. "Power, Money and Influence" (featuring Jean Grae & Talib Kweli) – 4:12
12. "Kingpin" – 3:07
13. "Fa Keeps" – 3:26
14. "Real Life" (featuring B-Real) – 2:47
15. "Feed the Hungry" – 3:04
16. "Talkin' Loud and Frontin'" – 2:53
17. "Open House" – 3:04
18. "I Gotta..." – 2:47
19. "What's My Life Like?" – 4:27

## Notowania albumu
| Rok  | Album                              | Notowania              | Notowania              |
| Rok  | Album                              | Top R&B/Hip-Hop Albums | Top Independent Albums |
| 2005 | Version 7.0: The Street Scriptures | 54                     | 24                     |